# قائمة عملات الإمارات المعدنية
بدأ إصدار أولى العملات المعدنية في الإمارات العربية المتحدة في 19 مايو 1973.

## العملات المعدنية

### إمارة رأس الخيمة (1969 - 1970)
| \| \|                    | \| \|                    | \| \|                         | \| \|           | \| \| |
| ------------------------ | ------------------------ | ----------------------------- | --------------- | ----- |
| 1970                     |                          |                               |                 |       |
| الوجه : حُكومَة رَأس الخَيْمَة | الوجه : حُكومَة رَأس الخَيْمَة | العكس : طائر                  | العكس : طائر    |       |
| الكتلة غير معروف         | المعدن نحاس - نيكل       | القطر 24.5 مليمتر (0.96 بوصة) | السُمك غير معروف |       |
| المصمم(ون)               | المصمم(ون)               | الحواف مسكوك                  | الحواف مسكوك    |       |
| الطرازات 1970            | الطرازات 1970            | الشكل دائري                   | الشكل دائري     |       |
|                          |                          |                               |                 |       |

| \| \|                          | \| \|                    | \| \|                         | \| \|                | \| \| |
| ------------------------------ | ------------------------ | ----------------------------- | -------------------- | ----- |
| 1969                           |                          |                               |                      |       |
| الوجه : حُكُومَة رَأس الخَيْمَة       | الوجه : حُكُومَة رَأس الخَيْمَة | العكس : شعار النبالة          | العكس : شعار النبالة |       |
| الكتلة 6.45 غرام (0.228 أونصة) | المعدن فضة (0.835)       | القطر 24.3 مليمتر (0.96 بوصة) | السُمك غيرمعروف       |       |
| المصمم(ون)                     | المصمم(ون)               | الحواف مسكوكة                 | الحواف مسكوكة        |       |
| الطرازات 1969                  | الطرازات 1969            | الشكل دائري                   | الشكل دائري          |       |
|                                |                          |                               |                      |       |

| \| \|                       | \| \|                    | \| \|                      | \| \|                       | \| \| |
| --------------------------- | ------------------------ | -------------------------- | --------------------------- | ----- |
| 1969                        |                          |                            |                             |       |
| الوجه : حُكُومَة رَأس الخَيْمَة    | الوجه : حُكُومَة رَأس الخَيْمَة | العكس : شعار النبالة       | العكس : شعار النبالة        |       |
| الكتلة 15 غرام (0.53 أونصة) | المعدن فضة 0.835         | القطر 31 مليمتر (1.2 بوصة) | السُمك 2 مليمتر (0.079 بوصة) |       |
| المصمم(ون)                  | المصمم(ون)               | الحواف مسكوكة              | الحواف مسكوكة               |       |
| الطرازات 1969               | الطرازات 1969            | الشكل دائري                | الشكل دائري                 |       |
|                             |                          |                            |                             |       |

### إمارة الفجيرة(1969 - 1970)
| \| \|                      | \| \|                 | \| \|                       | \| \|              | \| \| |
| -------------------------- | --------------------- | --------------------------- | ------------------ | ----- |
| 1970                       |                       |                             |                    |       |
| الوجه : حُكومَة الفجَيرة      | الوجه : حُكومَة الفجَيرة | العكس : رأس الدولة          | العكس : رأس الدولة |       |
| الكتلة 6 غرام (0.21 أونصة) | المعدن فضة 0.999      | القطر 23 مليمتر (0.91 بوصة) | السُمك غير معروف    |       |
| المصمم(ون)                 | المصمم(ون)            | الحواف مسكوكة               | الحواف مسكوكة      |       |
| الطرازات 1970              | الطرازات 1970         | الشكل دائري                 | الشكل دائري        |       |
|                            |                       |                             |                    |       |

| \| \|                       | \| \|                 | \| \|                                  | \| \|                                  | \| \| |
| --------------------------- | --------------------- | -------------------------------------- | -------------------------------------- | ----- |
| 1970                        |                       |                                        |                                        |       |
| الوجه : حُكومَة الفجَيرة       | الوجه : حُكومَة الفجَيرة | العكس : الدَّورَة الأولَمبِِيَّة في مُيونِخ ١٩٧٢ | العكس : الدَّورَة الأولَمبِِيَّة في مُيونِخ ١٩٧٢ |       |
| الكتلة 15 غرام (0.53 أونصة) | المعدن فضة 0.999      | القطر 31 مليمتر (1.2 بوصة)             | السُمك غير معروف                        |       |
| المصمم(ون)                  | المصمم(ون)            | الحواف مسكوك                           | الحواف مسكوك                           |       |
| الطرازات 1970               | الطرازات 1970         | الشكل دائري                            | الشكل دائري                            |       |
|                             |                       |                                        |                                        |       |

### إمارة الشارقة (1970 - 1970)
| \| \|                      | \| \|                 | \| \|                       | \| \|                         | \| \| |
| -------------------------- | --------------------- | --------------------------- | ----------------------------- | ----- |
| 1970                       |                       |                             |                               |       |
| الوجه : حكومة الشارقة      | الوجه : حكومة الشارقة | العكس : الچُكوندَا            | العكس : الچُكوندَا              |       |
| الكتلة 3 غرام (0.11 أونصة) | المعدن فضة 0.999      | القطر 18 مليمتر (0.71 بوصة) | السُمك 1.4 مليمتر (0.055 بوصة) |       |
| المصمم(ون)                 | المصمم(ون)            | الحواف مسكوك                | الحواف مسكوك                  |       |
| الطرازات 1970              | الطرازات 1970         | الشكل دائري                 | الشكل دائري                   |       |
|                            |                       |                             |                               |       |

| \| \|                      | \| \|                 | \| \|                      | \| \|                        | \| \| |
| -------------------------- | --------------------- | -------------------------- | ---------------------------- | ----- |
| 1970                       |                       |                            |                              |       |
| الوجه : حكومة الشارقة      | الوجه : حكومة الشارقة | العكس : سيمون بوليڤار      | العكس : سيمون بوليڤار        |       |
| الكتلة 30 غرام (1.1 أونصة) | المعدن فضة 0.999      | القطر 44 مليمتر (1.7 بوصة) | السُمك 2.6 مليمتر (0.10 بوصة) |       |
| المصمم(ون)                 | المصمم(ون)            | الحواف مسكوكة              | الحواف مسكوكة                |       |
| الطرازات 1970              | الطرازات 1970         | الشكل دائري                | الشكل دائري                  |       |
|                            |                       |                            |                              |       |

### إمارة عجمان (1969 - 1971)
| \| \|                          | \| \|                        | \| \|                       | \| \|                     | \| \| |
| ------------------------------ | ---------------------------- | --------------------------- | ------------------------- | ----- |
| 1969                           |                              |                             |                           |       |
| الوجه : حُكُومَة عَجمَان وَتوابعهَا   | الوجه : حُكُومَة عَجمَان وَتوابعهَا | العكس : شعار النبالة طائر   | العكس : شعار النبالة طائر |       |
| الكتلة 3.95 غرام (0.139 أونصة) | المعدن فضة 0.640             | القطر 20 مليمتر (0.79 بوصة) | السُمك غير معروف           |       |
| المصمم(ون)                     | المصمم(ون)                   | الحواف ملساء                | الحواف ملساء              |       |
| الطرازات 1969                  | الطرازات 1969                | الشكل دائري                 | الشكل دائري               |       |
|                                |                              |                             |                           |       |

| \| \|                          | \| \|                        | \| \|                       | \| \|                         | \| \| |
| ------------------------------ | ---------------------------- | --------------------------- | ----------------------------- | ----- |
| 1969                           |                              |                             |                               |       |
| الوجه : حُكُومَة عَجمَان وَتوابعهَا   | الوجه : حُكُومَة عَجمَان وَتوابعهَا | العكس : شعار النبالة طائر   | العكس : شعار النبالة طائر     |       |
| الكتلة 6.45 غرام (0.228 أونصة) | المعدن فضة 0.835             | القطر 25 مليمتر (0.98 بوصة) | السُمك 1.7 مليمتر (0.067 بوصة) |       |
| المصمم(ون)                     | المصمم(ون)                   | الحواف مسكوك                | الحواف مسكوك                  |       |
| الطرازات 1969                  | الطرازات 1969                | الشكل دائري                 | الشكل دائري                   |       |
|                                |                              |                             |                               |       |

| \| \|                        | \| \|                        | \| \|                      | \| \|                     | \| \| |
| ---------------------------- | ---------------------------- | -------------------------- | ------------------------- | ----- |
| 1969                         |                              |                            |                           |       |
| الوجه : حُكُومَة عَجمَان وَتوابعهَا | الوجه : حُكُومَة عَجمَان وَتوابعهَا | العكس : شعار النبالة طائر  | العكس : شعار النبالة طائر |       |
| الكتلة 15 غرام (0.53 أونصة)  | المعدن فضة 0.835             | القطر 31 مليمتر (1.2 بوصة) | السُمك غير معروف           |       |
| المصمم(ون)                   | المصمم(ون)                   | الحواف مسكوك               | الحواف مسكوك              |       |
| الطرازات 1969                | الطرازات 1969                | الشكل دائري                | الشكل دائري               |       |
|                              |                              |                            |                           |       |

### الإمارات العربية المتحدة (1973 - 2022)
| \| \|                            | \| \|                            | \| \|                                           | \| \|                                           | \| \| |
| -------------------------------- | -------------------------------- | ----------------------------------------------- | ----------------------------------------------- | ----- |
| 1989                             |                                  |                                                 |                                                 |       |
| الوجه : الامارات العربية المتحدة | الوجه : الامارات العربية المتحدة | العكس : النباتات منظمة الأغذية والزراعة (الفاو) | العكس : النباتات منظمة الأغذية والزراعة (الفاو) |       |
| الكتلة 1.5 غرام (0.053 أونصة)    | المعدن برونز                     | القطر 15 مليمتر (0.59 بوصة)                     | السُمك 1.2 مليمتر (0.047 بوصة)                   |       |
| المصمم(ون)                       | المصمم(ون)                       | الحواف أملس                                     | الحواف أملس                                     |       |
| الطرازات 1989                    | الطرازات 1989                    | الشكل دائري                                     | الشكل دائري                                     |       |
|                                  |                                  |                                                 |                                                 |       |

| \| \|                            | \| \|                            | \| \|                                       | \| \|                                       | \| \| |
| -------------------------------- | -------------------------------- | ------------------------------------------- | ------------------------------------------- | ----- |
| 1973                             |                                  |                                             |                                             |       |
| الوجه : الامارات العربية المتحدة | الوجه : الامارات العربية المتحدة | العكس : سمكة منظمة الأغذية والزراعة (الفاو) | العكس : سمكة منظمة الأغذية والزراعة (الفاو) |       |
| الكتلة 3.85 غرام (0.136 أونصة)   | المعدن برونز                     | القطر 22 مليمتر (0.87 بوصة)                 | السُمك 1.3 مليمتر (0.051 بوصة)               |       |
| المصمم(ون)                       | المصمم(ون)                       | الحواف ملساء                                | الحواف ملساء                                |       |
| الطرازات 1973                    | الطرازات 1973                    | الشكل دائري                                 | الشكل دائري                                 |       |
|                                  |                                  |                                             |                                             |       |

| \| \|                            | \| \|                            | \| \|                      | \| \|                       | \| \| |
| -------------------------------- | -------------------------------- | -------------------------- | --------------------------- | ----- |
| 1973                             |                                  |                            |                             |       |
| الوجه : الامارات العربية المتحدة | الوجه : الامارات العربية المتحدة | العكس : السفن              | العكس : السفن               |       |
| الكتلة 7.5 غرام (0.26 أونصة)     | المعدن فضة (0.5)                 | القطر 27 مليمتر (1.1 بوصة) | السُمك 2 مليمتر (0.079 بوصة) |       |
| المصمم(ون)                       | المصمم(ون)                       | الحواف ملساء               | الحواف ملساء                |       |
| الطرازات 1973                    | الطرازات 1973                    | الشكل دائري                | الشكل دائري                 |       |
|                                  |                                  |                            |                             |       |

| \| \|                            | \| \|                            | \| \|                       | \| \|                         | \| \| |
| -------------------------------- | -------------------------------- | --------------------------- | ----------------------------- | ----- |
| 1995                             |                                  |                             |                               |       |
| الوجه : الامارات العربية المتحدة | الوجه : الامارات العربية المتحدة | العكس : الغزال              | العكس : الغزال                |       |
| الكتلة 3.5 غرام (0.12 أونصة)     | المعدن نحاس - نيكل               | القطر 20 مليمتر (0.79 بوصة) | السُمك 1.7 مليمتر (0.067 بوصة) |       |
| المصمم(ون)                       | المصمم(ون)                       | الحواف مسكوك                | الحواف مسكوك                  |       |
| الطرازات 1995                    | الطرازات 1995                    | الشكل دائري                 | الشكل دائري                   |       |
|                                  |                                  |                             |                               |       |

| \| \|                            | \| \|                            | \| \|                         | \| \|                         | \| \| |
| -------------------------------- | -------------------------------- | ----------------------------- | ----------------------------- | ----- |
| 1989                             |                                  |                               |                               |       |
| الوجه : الامارات العربية المتحدة | الوجه : الامارات العربية المتحدة | العكس : الهياكل               | العكس : الهياكل               |       |
| الكتلة 6.5 غرام (0.23 أونصة)     | المعدن نحاس - نيكل               | القطر 24.5 مليمتر (0.96 بوصة) | السُمك 1.9 مليمتر (0.075 بوصة) |       |
| المصمم(ون)                       | المصمم(ون)                       | الحواف مسكوك                  | الحواف مسكوك                  |       |
| الطرازات 1989                    | الطرازات 1989                    | الشكل دائري                   | الشكل دائري                   |       |
|                                  |                                  |                               |                               |       |

| \| \|                            | \| \|                            | \| \|                                 | \| \|                                 | \| \| |
| -------------------------------- | -------------------------------- | ------------------------------------- | ------------------------------------- | ----- |
| 1973                             |                                  |                                       |                                       |       |
| الوجه : الامارات العربية المتحدة | الوجه : الامارات العربية المتحدة | العكس : أطباق الدلة (وعاء تحضير قهوة) | العكس : أطباق الدلة (وعاء تحضير قهوة) |       |
| الكتلة 11.2 غرام (0.40 أونصة)    | المعدن نحاس - نيكل               | القطر 28 مليمتر (1.1 بوصة)            | السُمك 2.3 مليمتر (0.091 بوصة)         |       |
| المصمم(ون)                       | المصمم(ون)                       | الحواف مسكوك                          | الحواف مسكوك                          |       |
| الطرازات 1973                    | الطرازات 1973                    | الشكل دائري                           | الشكل دائري                           |       |
|                                  |                                  |                                       |                                       |       |

## انظر ايضا
- قائمة عملات مصر المعدنية
- قائمة عملات اليمنية المعدنية
- قائمة عملات السعودية المعدنية
- قائمة عملات الكويت المعدنية

## وصلات خارجية
- مصرف الإمارات العربية المتحدة المركزي
- قطعة نقدية من دولة الإمارات العربية المتحدة (كتالوج ومعرض) نسخة محفوظة 14 ديسمبر 2009 على موقع واي باك مشين.